# Kunstenfestivaldesarts
 (octobre 2018).

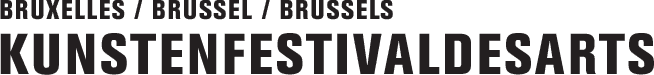
Logo officiel.

Le Kunstenfestivaldesarts est un festival international consacré à la création contemporaine : théâtre, danse, performance, cinéma, arts plastiques. Il présente une sélection de créations nouvelles et récentes du monde entier. Le festival contribue au rapprochement des artistes néerlandophones et francophones en Belgique, tout en ouvrant les scènes bruxelloises sur le monde.
Le Kunstenfestivaldesarts a été créé en 1994 par Frie Leysen et Guido Minne. Depuis cette date, il se déroule chaque année, durant trois semaines au mois de mai, dans une vingtaine de théâtres et centres d'art à Bruxelles, ainsi que dans différents lieux publics de la ville. En 2020, pour la première fois et en raison de la pandémie du coronavirus, le festival a lieu de septembre à novembre.
Le festival affiche à son programme un choix d’œuvres artistiques créées par des artistes belges et internationaux. Des créations singulières qui traduisent une vision personnelle du monde aujourd’hui, une vision que les artistes souhaitent partager avec des spectateurs prêts à remettre en question et élargir leur champ de perspectives.
Le festival met en place, outre sa programmation, une série de rencontres et d’ateliers destinés à inscrire son projet artistique au cœur de la ville et de ses habitants.
Le Kunstenfestivaldesarts a lieu à Bruxelles, la seule ville de Belgique où les deux plus grandes communautés du pays cohabitent. Il réunit autour d’un même projet de nombreuses institutions tant flamandes que francophones. Conçu fondamentalement comme un projet bilingue, il contribue à encourager le dialogue entre les communautés présentes dans la ville.
Le festival met en valeur son identité bicommunautaire non seulement à travers une communication multilingue (néerlandais, anglais et français), mais aussi en programmant des spectacles en français dans les théâtres flamands et vice versa.

## Les lieux du Kunstenfestivaldesarts
Le Kunstenfestivaldesarts ne dispose pas d'une salle propre, mais collabore chaque année avec une vingtaine de théâtres et centres artistiques bruxellois et présente également des performances dans des lieux abandonnés :
- Théâtre national de la Communauté française (2006, 2018)
- Kaaitheater (2007, 2020)
- Cinéma Marivaux (2014)
- Beursschouwburg (2008, 2013, 2015, 2018, 2020)
- Les Brigittines (2009, 2016)
- KVS (2010)
- Rits (2011)
- Le bâtiment Vanderborght (2012)
- Palais de la dynastie (2017)
- INSAS (2018)
- KANAL - Centre Pompidou (2018, 2020)
- Recyclart (2019)
- Wiels (2020)
- Charleroi danse/La Raffinerie (2020)
- Bronks (2020)
- Maison des arts de Schaerbeek (2020)
- Halles de Schaerbeek (2020)

## Direction artistique
- 1994 - 2006 : Frie Leysen (initialement avec le cofondateur Guido Minne)
- 2007 – 2018 : Christophe Slagmuylder
- 2019 - : Sophie Alexandre, Daniel Blanga Gubbay, Dries Douibi

## Artistes et compagies du Kunstenfestivaldesarts (sélection)
- Anne Teresa De Keersmaeker
- STAN
- Tristero
- Needcompany
- Alain Platel
- Ula Sickle (nl)
- Ensemble Modern
- Volksbühne
- William Forsythe
- Guy Cassiers
- Eric De Volder (nl)
- Meg Stuart
- Mette Edvardsen (nl)
- William Kentridge
- Merce Cunningham